# سلفوكسيد

مجموعة سلفونيل

سلفوكسيد هو مركب كيميائي يحتوي على مجموعة «سلفونيل» الوظيفية مرتبطة بذرتي كربون. يمكن للسلفوكسيدات أن تعتبر كسلفيد متأكسد. ويعتبر مركب الأليين أحد السلفوكسيدات الموجودة طبيعيا في الثوم.